# Богомазов, Андрей Юрьевич
Андре́й Ю́рьевич Богома́зов (укр. Андрій Юрійович Богомазов; 15 июля 1989) — украинский футболист, полузащитник.

## Биография
В ДЮФЛ выступал за днепропетровский ДЮСШ-12 и запорожский «Металлург». В 2006 году выступал в ДЮФЛ за криворожский «Кривбасс», куда вместе с ним переехали ещё несколько выпускников днепропетровской ДЮСШ-12.
В 2007 году выступал за «Горняк» из Кривого Рога. Клуб выступал во Второй лиге Украины, Богомазов сыграл 11 матчей.
Летом 2007 года перешёл в «Кривбасс». В начале выступал в молодёжном первенстве Украины, вскоре Олег Таран начал привлекать его к играм за основной состав команды. В Премьер-лиге Украины дебютировал 24 апреля 2009 года в матче против клуба «Львов» (1:0), Богомазов вышел на 84 минуте вместо Петра Ковальчука. Считается одним из перспективных игроков «Кривбасса».
В июне 2010 года после того как Юрий Максимов возглавил «Кривбасс» появилась информация о том, что Богомазов покинет клуб. В настоящее время он выступает за молодёжный состав команды.

## Статистика
| Сезон   | Клуб                | Лига                 | Чемпионат | Чемпионат | Кубок | Кубок | Дубль | Дубль |
| Сезон   | Клуб                | Лига                 | Игры      | Голы      | Игры  | Голы  | Игры  | Голы  |
| ------- | ------------------- | -------------------- | --------- | --------- | ----- | ----- | ----- | ----- |
| 2006/07 | Горняк (Кривой Рог) | Вторая лига Украины  | 11        | 0         | 0     | 0     | —     | —     |
| 2007/08 | Кривбасс            | Высшая лига Украины  | 0         | 0         | 1     | 0     | 25    | 1     |
| 2008/09 | Кривбасс            | Премьер-лига Украины | 5         | 0         | 0     | 0     | 23    | 2     |
| 2009/10 | Кривбасс            | Премьер-лига Украины | 9         | 0         | 1     | 0     | 14    | 2     |
| 2010/11 | Кривбасс            | Премьер-лига Украины | 0         | 0         | 0     | 0     | 15    | 0     |